# 赤い激突
『赤い激突』（あかいげきとつ）はTBS系列で1978年6月23日～12月15日に放送されたテレビドラマ。赤いシリーズの7作目。
本作でシリーズが中断し、次回作『赤い嵐』までブランクが約1年間ある。

## ストーリー
大谷松子の創設した大谷バレエスクールは、長女の大谷春子と婿養子である大谷高の夫婦によって運営され、その娘のさくら、夏子、百合の三姉妹も、そこで幼少からバレエを学んでいた。三姉妹の兄である澄夫は、弁護士になるべく司法修習生として地道に勉強をしていた。
ある日、春子が誕生日を迎えるというので朝から皆が喜んでいるとき、不審な男が外から大谷家を覗いていた。その男はたちまちにして警察に逮捕されたが、のちに石田俊治から電話がかかってくる。春子の誕生日は、同時に春子の兄一郎が、大谷ユウサクの妾を殺害した日であり、その妾の息子が、ほかならぬ石田俊治という因縁があった。
一方、不審者として連行され、のち警察からなんとか出てきた不審な男は、その大谷ユウサクの妾を殺害し、25年間逃亡し続けていた一郎だった。一郎は、時効を迎えたことで人の目を気にしないで生きていくことができるようになったと豪語し、大谷家に居候の身になる。だが、たちまちにして石田にそそのかされ、大谷家の子息として遺産を請求し、大谷家と大喧嘩をする。その際、春子を突き飛ばし、鏡に頭を思い切り打ちつけた彼女は気を失い救急車で運ばれることになった。ここから、24年間幸せな生活をしてきた大谷家の、不幸の連鎖が始まることになる。

## 出演
過去のシリーズでレギュラー出演した俳優が目立つ。特に『赤い激流』からの再登場が多い。主要レギュラーで初出演となるのは、坂口良子、森下愛子、橋本功の3名だけである。
- 大谷高（おおたに・たかし）：宇津井健
  - 大谷春子の婿養子。春子が19、高が20の時に交際を始め、翌年結婚、以来24年間幸せな家庭を築いてきた。46歳〜47歳。
- 大谷澄夫：国広富之
  - 大谷家長男。司法修習生から、のち弁護士へ。25歳。
- 大谷さくら：坂口良子
  - 長女。20歳。
- 大谷夏子：秋野暢子
  - 次女。19歳。父親のことを「おやじさん」と呼ぶ。
- 大谷百合：森下愛子
  - 三女。17歳。女子高に通っているため、しばしばセーラー服姿で登場する。
- 石田栄子：木内みどり
  - 大谷二郎と同じ病院に勤める看護師。二郎ともよく顔を合わせている。
- 石田武彦：堀内正美
  - 石田俊治の息子、石田が運営するサラ金会社専務。
- ナレーション：内藤武敏
- 平山信二郎：灰地順
  - 大谷二郎の施した手術によって妻が助かったものの、植物人間となり、その看病のため、私材をすべて投げ出し、結果、息子・娘ともに学業をやめて働きに出ざるを得ないなど家庭が崩壊しかかっているうえ、心労から妻の安楽死を頻繁に二郎に求めている。
- 刑事：戸浦六宏
- 木村検事：鈴木瑞穂
- スナックの店主・小川：ラビット関根
  - 澄夫と同じ大学の同級生。結婚しているらしい女性とお店を切り盛りしている。
- 千草バレエ団の代表：野際陽子
  - 一度だけ登場。
- 大谷二郎：石立鉄男
  - 病院勤務の脳外科医。かつては大谷一郎と津村悠子を争ったこともあり、一郎とは仲が悪い。高のことは、「お義兄さん」と呼んでいる。
- 大谷一郎：前田吟
  - 津村悠子を石田家で暴行し、その際石田俊治の母親を突き飛ばして死なせたことから、殺人の容疑がかけられるも、25年間逃亡。時効を迎えたことから、大谷家へ戻ってきたが、石田にそそのかされて、大谷家の居候になって早々に石田から借金をし、その穴埋めに、亡くなった父親の遺産の三分の一をよこすよう請求しだす。
- 大谷松子：赤木春恵
  - 元バレリーナ。大谷バレエスクール創設者。千草バレエ団筆頭や津村悠子を育て上げたほか、方々に顔が知られているバレエ界では有名な人間。
- 石田俊治：橋本功
  - 大谷松子の夫、ユウサクが妾として生ませた子。幼少から母親が妾とさげすまれたうえ、大谷家から見放されていたこと、母親が一郎に突き飛ばされて殺されたことなどから、大谷家を非常に憎んでいる。命日にあたる日には、毎年必ず電話をかけて嫌味を言う。
- 大谷春子：松尾嘉代
  - 大谷家では一郎が兄、二郎が弟にあたる。バレエスクールではピアノ演奏を担当。35歳の誕生日を迎えた日が、大谷一郎が罪を犯した日であった。19歳で高と知り合い、付き合い、のちに結婚。
- 津村悠子：岸恵子（特別出演）
  - 大谷松子に厳しく指導され、現在ではフランスを拠点に活動する世界的バレリーナ。春子とは互いに3歳、5歳のころからの親友で、春子はしばしば姉妹のような関係だと口にしている。
  - 基本的に各キャスト紹介ののち、特別出演としてクレジットされ、スタッフのクレジットに入っていく流れになっていた。だが、宇津井と同様に本シリーズに多数ゲスト出演していること、映画スターで大御所女優という経緯もあって、最終回のみ、最後にクレジットされる監督のひとつ前に「岸恵子（特別出演）」という形で氏名表記がなされていた（『赤い激流』も同様である）。なお、通例では、最終回に限らず、上記のような扱いがなされていたが、今作品においてはそうではなかった。
- 呉恵美子
- 有田麻里
- 岸野一彦
- 宮田光
- 加地健太郎
- 村井洋
- バレリーナ：清水延子、清水邦子、橘バレエ学校、高木バレースクール
- バレエ協力：牧阿佐美バレエ団
- バレエ指導：小倉佐知子

## スタッフ
- 作：安本莞二（全話担当）
- 監督：増村保造、瀬川昌治、国原俊明、降旗康男、野村孝
- プロデューサー：野添和子、山本典助（TBS）
- 音楽：菊池俊輔
- 効果：東洋音響
- 衣装：東京衣装
- 録音：アオイスタジオ
- 現像：東洋現像所
- 協力：日本航空（海外ロケ（オランダ）、国内ロケ（北海道）のほか、当時岸恵子の生活拠点だったフランスで収録が行われることがままあり、クレジットされることが多かった）
- 製作：大映テレビ、TBS

## サブタイトル
| 話数 | 放送日        | サブタイトル                       | 監督     |
| ---- | ------------- | ---------------------------------- | -------- |
| 1    | 1978年6月23日 | 帰ってきた家族の中の悪魔           | 増村保造 |
| 2    | 6月30日       | 愛する妻に植物人間の宣告!!         | 増村保造 |
| 3    | 7月7日        | 親子の愛に裂かれる恋               | 国原俊明 |
| 4    | 7月14日       | 初めて知った!父母の秘密            | 瀬川昌治 |
| 5    | 7月21日       | パリの母 日本の母、二人の母の争い  | 国原俊明 |
| 6    | 7月28日       | 禁断の恋!母と息子                  | 国原俊明 |
| 7    | 8月4日        | 命の絶唱!妻の私を殺して            | 降旗康男 |
| 8    | 8月11日       | 父と娘の戦争!!                     | 降旗康男 |
| 9    | 8月18日       | 家族の中で第一の殺人!!             | 降旗康男 |
| 10   | 8月25日       | 真夏の夜 消えた娘たち              | 瀬川昌治 |
| 11   | 9月1日        | 蒸発した母の殺人事件               | 国原俊明 |
| 12   | 9月8日        | 死刑台の母は慟哭する               | 瀬川昌治 |
| 13   | 9月15日       | 毒薬を盗んだ妻!                    | 国原俊明 |
| 14   | 9月22日       | 絶体絶命 二人の娘のどちらを選ぶの? | 国原俊明 |
| 15   | 9月29日       | パリ-東京 殺人ジャンボ機!!         | 野村孝   |
| 16   | 10月6日       | パリの母･日本の母、殺人の密約      | 瀬川昌治 |
| 17   | 10月13日      | その結婚、待った!!                 | 瀬川昌治 |
| 18   | 10月20日      | 愛妻を失う日!                      | 国原俊明 |
| 19   | 10月27日      | 遂に来た!母の殺人事件              | 野村孝   |
| 20   | 11月3日       | 愛の殺人は私が犯人です!!           | 降旗康男 |
| 21   | 11月10日      | 天国の妻よ!犯人を教えてくれ        | 国原俊明 |
| 22   | 11月17日      | 私は恋のため犯人になる!            | 瀬川昌治 |
| 23   | 11月24日      | 北国の街へ!恋と謎の旅              | 野村孝   |
| 24   | 12月1日       | パリの母 謎の帰国!                 | 国原俊明 |
| 25   | 12月8日       | 意外な真犯人!!                     | 増村保造 |
| 26   | 12月15日      | 家族の愛は永遠に                   | 増村保造 |

## 放送局
特記の無い場合は、全て金曜 21:00 - 21:54に同時ネット。
- TBS（制作局）
- 北海道放送[1]
- 青森テレビ[2]
- 岩手放送[2]
- 秋田放送：月曜 22:00 - 22:54[3]
- 山形放送：日曜 22:30 - 23:24[4]
- 東北放送[5]
- 福島テレビ[5]
- 新潟放送[6]
- テレビ山梨[7]
- 静岡放送[7]
- 信越放送[8]
- 北日本放送：月曜 22:00 - 22:54[9]
- 北陸放送[6]
- 福井放送：月曜 22:00 - 22:54[9]
- 中部日本放送[10]

- 毎日放送[11]
- 山陰放送[12]
- 山陽放送[13]
- 中国放送[13]
- テレビ山口[14]
- 四国放送：日曜 16:00 - 16:54[15]
- 南海放送：日曜 22:30 - 23:24[16]
- テレビ高知[17]
- RKB毎日放送[18]
- 長崎放送[18]
- 熊本放送[18]
- 大分放送[16]
- 宮崎放送[19]
- 南日本放送[19]
- 琉球放送[20]